# BASIC Computer Games
BASIC Computer Games est un livre paru en 1978, regroupant de nombreux jeux sur ordinateur à taper à la main dans le langage de programmation BASIC, recueillis par David H. Ahl. Certains des jeux ont été écrits ou modifiés par Ahl, et parmi ces jeux, les plus connus sont Hamurabi et Super Star Trek.
Publié à l'origine en 1973 sous le titre 101 BASIC Computer Games, les premières versions utilisent le BASIC des mini-ordinateurs DEC. Ahl achète les droits du livre et le republie sous le nouveau nom, pour porter les jeux sur Microsoft BASIC pour le marché émergent du micro-ordinateur. Au début des années 1980, avec près de dix millions d'ordinateurs personnels sur le marché, il devient le premier livre sur l'informatique à se vendre à plus d'un million d'exemplaires,.

## Jeux notables
- Chomp
- Civil War
- Hexapawn
- Hamurabi
- Lunar Lander
- Nim
- Super Star Trek

## Publication
- (en) David H. Ahl, BASIC Computer Games, Workman Publishing, novembre 1978, 2e éd. (ISBN 978-0-89480-052-8).